# Cantón de Sens-Noreste
El cantón de Sens-Noreste era una división administrativa francesa, que estaba situada en el departamento de Yonne y la región de Borgoña.

## Composición
El cantón estaba formado por cuatro comunas, más una fracción de la comuna que le daba su nombre:
- Fontaine-la-Gaillarde
- Saint-Clément
- Saligny
- Sens (fracción)
- Soucy

## Supresión del cantón de Sens-Noreste
En aplicación del Decreto nº 2014-156 de 13 de febrero de 2014, el cantón de Sens-Noreste fue suprimido el 22 de marzo de 2015 y sus 5 comunas pasaron a formar parte; dos del nuevo cantón de Brienon-sur-Armaçon, una del nuevo cantón de Saint-Clément, una del nuevo cantón de Thorigny-sur-Oreuse y la fracción de la comuna que le daba su nombre se unió con las demás fracciones para que, por medio de una reestructuración cantonal, fueran creados los nuevos cantones de Sens-1 y Sens-2.